# 片桐英吉
片桐 英吉（かたぎり えいきち、1885年9月24日 - 1972年8月16日）は、日本の海軍軍人。最終階級は海軍中将。

## 経歴
山形県出身。片桐作吉の長男として生まれる。米沢中学校を経て、1906年11月、海軍兵学校（34期）を卒業し、翌年12月に海軍少尉任官。海軍砲術学校高等科を卒業し、「摂津」分隊長、「厳島」分隊長、砲術学校教官などを経て、1918年11月、海軍大学校（甲種16期）を卒業。以後、第2水雷戦隊参謀、軍令部出仕兼参謀、「摂津」砲術長、「出雲」砲術長、海兵教官、海軍省教育局第1課局員などを歴任。
さらに、欧米出張、「大井」艦長、「青葉」艦長、教育局第1課長、「榛名」艦長などを経て、1933年11月、海軍少将に進級。以後、佐世保鎮守府参謀長、第2航空戦隊司令官、霞ヶ浦海軍航空隊司令などを経て、1937年12月に海軍中将となる。その後、第3戦隊司令官、舞鶴要港部司令官、第4艦隊司令長官、第11航空艦隊司令長官などを歴任し、太平洋戦争開戦時には海軍航空本部長を勤めた。片桐は対英米避戦派であった。真珠湾攻撃後の戦備促進会議では「南雲部隊の航空主要幹部を配置転換し、搭乗員養成を速やかに行うべき」との意見を述べたが、採用されなかった。二号零式戦闘機の開発を進めたが、一号に比べ出力向上にこだわり航続距離が大幅に低下したため作戦遂行上問題が続発し、前線指揮官より非難が集中した。
軍事参議官を経て、1943年3月、予備役に編入された。その後、航空工業会副総裁となった。
戦後、公職追放の仮指定を受けた。
米沢海軍武官会会員。

## 栄典
- 1937年（昭和12年）12月15日 - 従四位
- 1939年（昭和14年）12月28日 - 正四位